# Selago
Selago is een magisch en geneeskrachtig kruid bij de Kelten. 
Het is niet met zekerheid bekend om welke plant het gaat. Plinius schrijft erover:
"Gelijkend op dit kruid (= sabina) is een dat selago wordt genoemd. Het wordt verzameld zonder ijzeren werktuig, met de rechterhand bedekt door de tuniek, door de linker steels opgegraven, gekleed in een zuiver wit gewaad en op schone blote voeten. Voordat het verzameld wordt, wordt een offer gebracht van brood en wijn; het wordt meegenomen in een nieuwe doek. Volgens de Gallische druïden wordt het gebruikt tegen elk onheil en baat de rook tegen alle oogkwalen".
Vaak wordt aangenomen dat het om de Zavelboom (Juniperus sabina) zou gaan. Hiertegen spreekt dat Plinius het in de voorafgaande paragraaf heeft over Herba Sabina, dat in twee soorten voorkomt, de ene met bladeren die op de tamarisk gelijken. Dit komt overeen met de twee variëteiten var. Tamariscifolia Ait. en var. Cupressifolia Ait. van de Zavelboom. Verder zou het met slechts de blote linkerhand uitgraven van een Jeneverbesachtige een zeer moeizame onderneming zijn.
Anderen hebben daarom gesuggereerd dat het de Dennenwolfsklauw betreft, een soort die door Linnaeus vernoemd is naar deze Selago.